# مارتن فراي
مارتن فراي (بالإنجليزية: Martin Fry) هو مغني وكاتب أغاني ومنتج أسطوانات بريطاني، ولد في 9 مارس 1958 في ستوكبورت في المملكة المتحدة.

## وصلات خارجية
- مارتن فراي على موقع IMDb (الإنجليزية)
- مارتن فراي على موقع ميوزك برينز (الإنجليزية)
- مارتن فراي على موقع إن إن دي بي (الإنجليزية)
- مارتن فراي على موقع أول ميوزيك (الإنجليزية)
- مارتن فراي على موقع ديسكوغز (الإنجليزية)
- مارتن فراي على موقع قاعدة بيانات الفيلم (الإنجليزية)